# 达里乌梅拉
达里乌梅拉是巴西巴伊亚州的一个市镇。总面积400.33平方公里，总人口12072人，人口密度30.2人/平方公里。